# VIXEN
Vixen，官方中文名「威信」，是日本一家制造光學儀器的公司，1949年10月開始個人營業，1954年3月創立公司前身。主要的產品包括天文望遠鏡、雙筒望遠鏡，顯微鏡和各種配件等等。Vixen天文望遠鏡在日本國内市場占有率為60%是業界首位。公司名取自克萊門特·克拉克·摩爾筆下同名馴鹿。

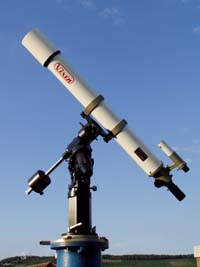
望遠鏡
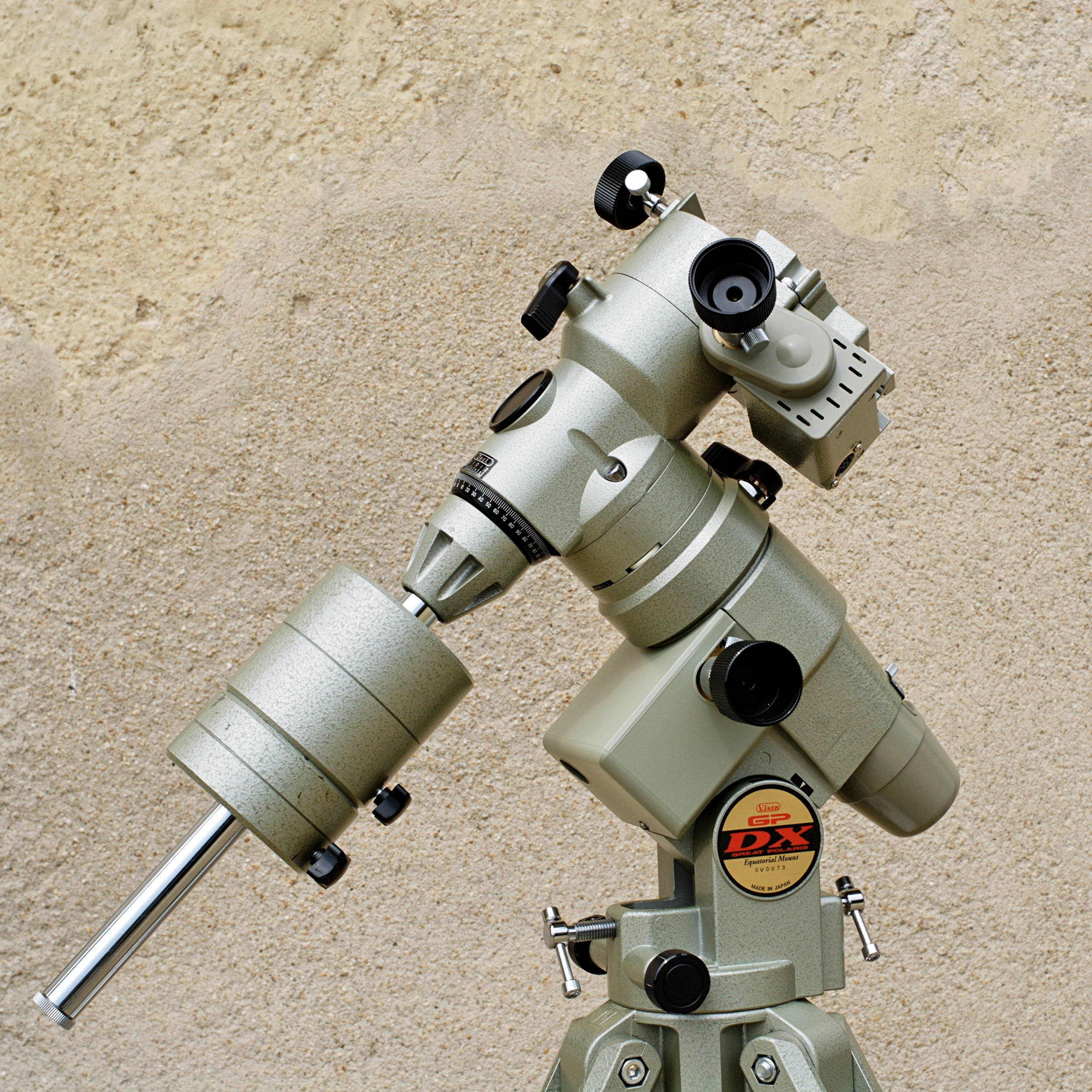
GP-DX赤道儀
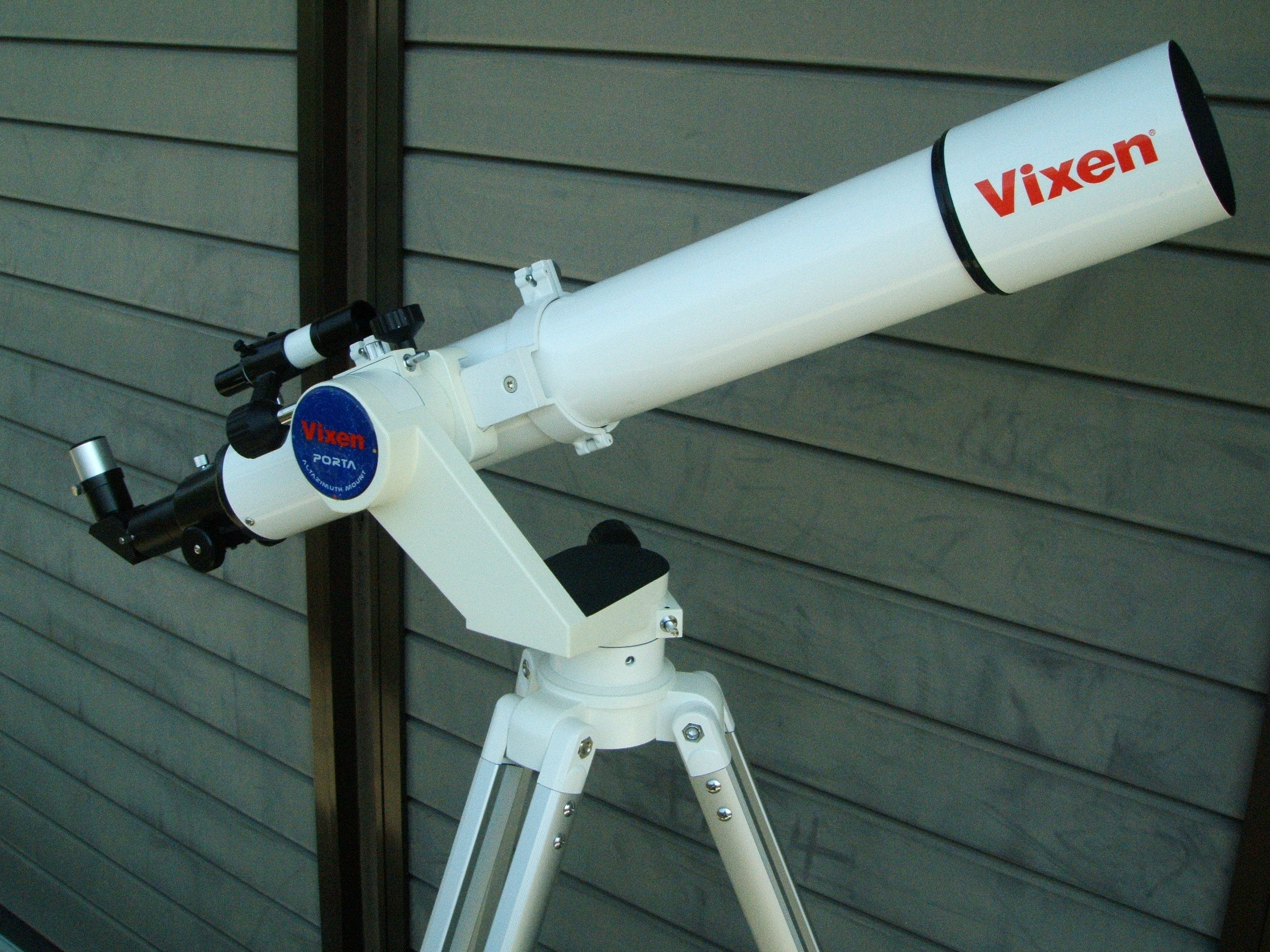
PORTA經緯儀

## 外部連結
- 官方网站
- 官方中文網站 （页面存档备份，存于）